# EZ Canis Majoris
EZ Canis Majoris (també catalogat com a HD 50896 o WR 6) és un estel Wolf-Rayet situat en la constel·lació del Ca Major visible fins i tot amb binocles.
De tipus espectral WN4 i una magnitud aparent que oscil·la entre 6,71 i 6,95, s'hi troba a una distància de 5.900 anys llum (1.800 parsecs) del Sol i és 380 vegades més brillant que aquest, amb una temperatura superficial de 85.000 Kelvin i un radi 2,9 vegades superior. La seva massa s'estima en 20 masses solars.
S'ha proposat que pot ser un estel doble, i és el seu company un estel de neutrons que orbitaria al voltant d'ella cada 3,8 dies; no obstant això, es considera més probable que siguen efectes en el seu vent estel·lar i que aquest company no existisca